# Erwin Manz
Erwin Manz (* 1960 in Schwollen) ist ein deutscher Biologe und Ministerialbeamter. Seit dem 18. Mai 2021 ist er Staatssekretär im Ministerium für Klimaschutz, Umwelt, Energie und Mobilität Rheinland-Pfalz.

## Leben
Manz studierte Biologie an der Technischen Universität Darmstadt und an der Georg-August-Universität Göttingen. Er wurde mit einer Arbeit über die „Vegetation und der standörtlichen Differenzierung von linksrheinischen Niederwäldern“ promoviert. Er war mehrere Jahre als freiberuflicher Gutachter in der Umwelt- und Landschaftsplanung tätig und leitete ab 2002 die Landesgeschäftsstelle des Bundes für Umwelt und Naturschutz Deutschland (BUND) in Rheinland-Pfalz.  
Nach dem Regierungswechsel sowie der Bildung des Kabinetts Beck V wechselte Manz 2011 als Leiter des Ministerbüros von Ministerin Ulrike Höfken in das damalige Ministerium für Umwelt, Landwirtschaft, Ernährung, Weinbau und Forsten des Landes Rheinland-Pfalz. Im Jahr 2016 wurde ihm die Leitung der Abteilung Wasserwirtschaft im Ministerium übertragen. 
Am 18. Mai 2021 wurde er unter Ministerin Anne Spiegel zum Staatssekretär im Ministerium für Klimaschutz, Umwelt, Energie und Mobilität des Landes Rheinland-Pfalz ernannt.
Erwin Manz ist Mitglied bei Bündnis 90/Die Grünen und war Fraktionsvorsitzender der Grünen im Kreistag des Landkreises Bad Kreuznach. Im Zuge der Ernennung zum Staatssekretär legte er den Fraktionsvorsitz nieder, blieb aber Mitglied des Kreistages. Er lebt mit seiner Familie seit 1987 in Bad Kreuznach. 
Im März 2022 geriet er in die Kritik, als bekannt wurde, dass er während der Flutkatastrophe 2021 im Landkreis Ahrweiler, bei der 134 Menschen starben, weitgehend untätig geblieben war und sich für unzuständig erklärt hatte. Am 21. März 2022 forderte die CDU Rheinland-Pfalz neben der Entlassung von Ministerin Spiegel auch die von Erwin Manz. Auch der Abgeordnete des Landtags Stephan Wefelscheid forderte am 10. April 2022 den Rücktritt von Erwin Manz.

## Schriften
- Vegetation und standortliche Differenzierung der Niederwälder im Nahe- und Moselraum. 1993.
- Borstgrasrasen in Rheinland-Pfalz: Entstehung, Gefährdung und Schutz einer Pflanzengemeinschaft. 1991.
- Uwe Schöllkopf und Erwin Manz: Rheinsteig NaturTOUREN. Ein schöner Tag. Erlebnis-Wanderbuch des BUND. Fauna, Flora und Geologie auf 20 Tagesetappen leicht erklärt. 2006.
- Uwe Schöllkopf und Erwin Manz: Naheland WanderTouren – Ein schöner Tag kompakt: 16 Halbtages- und Tagestouren von der Quelle bis zur Mündung. 2008.